# Dreptatea
Dreptatea est un journal roumain paru entre le 17 octobre 1927 et le 17 juillet 1947, en tant que journal du Parti national paysan. Puis refondé le 5 février 1990, en tant que journal du Parti national paysan chrétien-démocrate,.

## Rédacteurs
- Virgile Madgearu (1927–1928)
- George Stefanescu (1928–1930)
- Petre Cioranescu (1930–1932)
- Constantin Gongopol (1932–1934)
- Mihai Ralea (1934–938)
- Démostène Botez (1938)
- Ion Livianu (1944)
- Nicolas Carandino (1944–1947)